# Elisabeta, Regină a Greciei

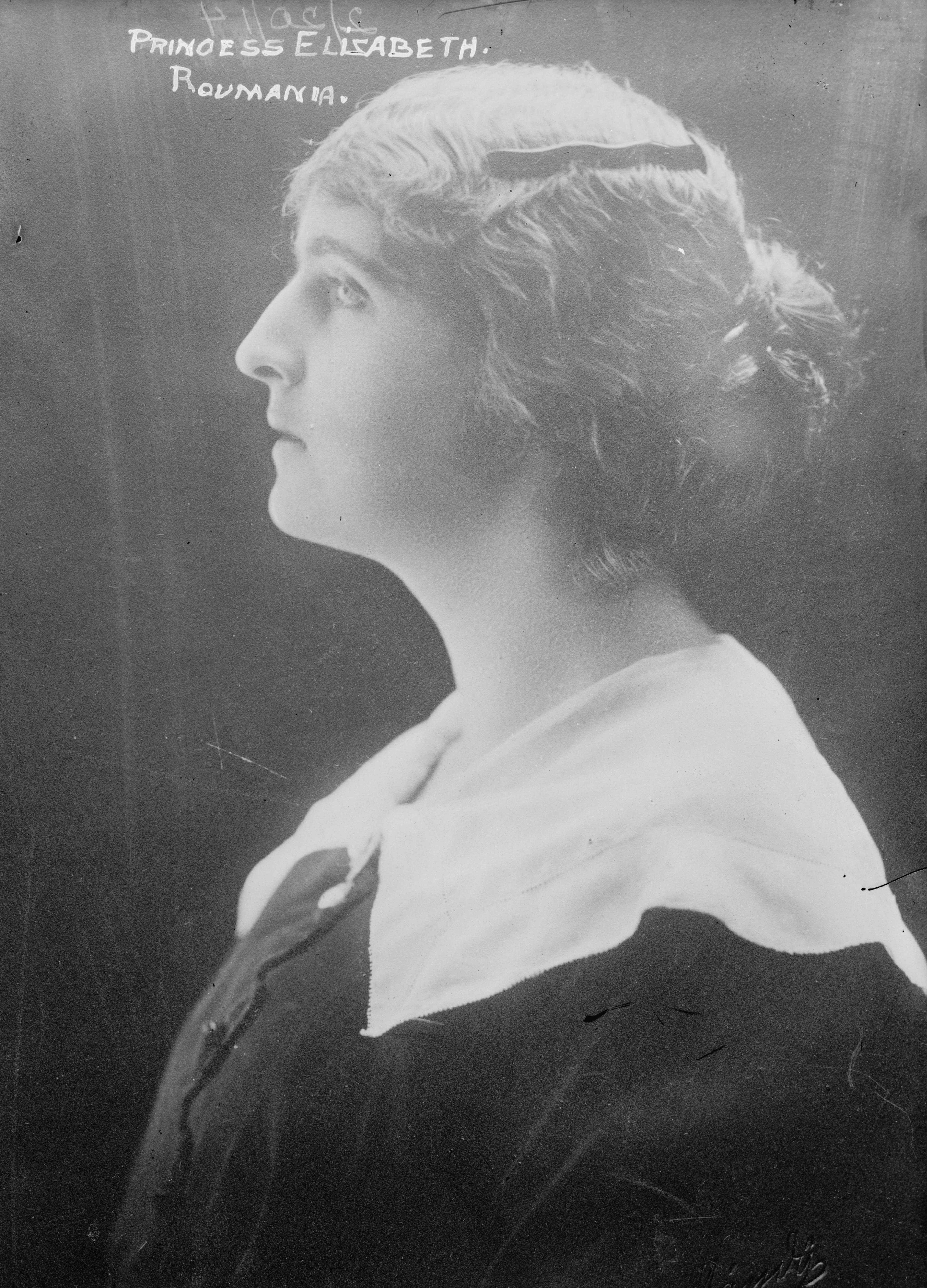
Prințesa Elisabeta a României

Regina Elisabeta a Greciei (n. 12 octombrie 1894, Sinaia — d. 15 noiembrie 1956, Cannes) născută în familia regală a României (cu titlurile de principesă a României și principesă de Hohenzollern-Sigmaringen) a fost fiica cea mai mare a reginei Maria și a regelui Ferdinand. Cel de-al doilea copil al cuplului regal era, după mărturiile epocii, „una dintre cele mai ciudate prințese din Regatul român”. Fire sensibilă și capricioasă, extrem de cultivată, Principesa Elisabeta a rămas în amintirea contemporanilor săi ca o adevărată enigmă.
Lisabeta, cum i se spunea în familie, s-a măritat pe 27 februarie 1921 cu diadohul (principele moștenitor) George al Greciei, devenind  peste un an regină. A divorțat în 1935, stabilindu-se în România până în ianuarie 1948, când a fost nevoită să părăsească definitiv țara, la fel ca ceilalți membri ai familiei regale. Viața în exil și-a petrecut-o în Franța, la Cannes, unde a închiriat un apartament și unde a murit în 1956, la vârsta de 62 de ani.

## Copilăria și anii tinereții

Elisabeta și mama sa în anul 1907

La 12 octombrie 1894, Principesa Maria, viitoarea Regină a României, pe atunci doar soție a Prințului Moștenitor Ferdinand de Hohenzollern, aducea pe lume, într-un apartament al Castelului Peleș, o fetiță. Înainte de a împlini două luni, micuța prințesă a fost botezată Elisabeta, după numele mătușii sale Carmen Sylva, soția regelui Carol I.  
Elisabeta își petrece primii ani din viață în special la Sinaia, acolo unde familia princiară își avea reședința. La Castelul Peleș și mai apoi la Pelișor, principesa are parte de o copilărie de-a dreptul paradisiacă, așa cum reiese din puținele mărturii păstrate până în prezent. În cartea sa, Povestea vieții mele, Regina Maria își amintește că: „micuța avea o piele albă ca laptele și niște ochi mari, verzi, mereu uimiți. Iubea peste măsură florile, încă de când a făcut primii pași. Deși era atât de tăcută, îmi povestea că sta de vorbă cu nuferii din heleșteu, cu uriașele dalii, aliniate lângă peronul din fața castelului, unde trăgeau șirurile de trăsuri. M-a tulburat și mai mult când mi-a spus că visează colorat și că s-a împrietenit cu îngerul ei păzitor. A fost cel mai misterios copil al meu”. Deoarece Principesa Maria avea doar 19 ani când a devenit mamă pentru a doua oară, regina-poetă Elisabeta consideră necesar să se ocupe de educația micuței principese și a fratelui ei mai mare, Carol. Boemă și considerată de unii puțin excentrică, regina Elisabeta I va avea o mare influență în dezvoltarea tinerei, insuflându-i acesteia pasiunea pentru artă. 
De la vârsta de 5 ani, Elisabeta începe să ia lecții de pian și de vioară cu George Enescu, care era unul dintre artiștii protejați de bătrâna regină. În curând, va descoperi că are talent și la desen. Peste ani, prințesa va deveni o pictoriță sensibilă, însă puțin cunoscută marelui public. În scurt timp învață să-și pună singură plăci la gramofon, ascultând zile în șir, în salonul cu oglinzi de Murano, de la etaj, valsuri și nocturne de Chopin, sonate de Beethoven sau Domenico Scarlatti. Iarna grea de la Sinaia și peisajul munților din împrejurimi complet albi au fascinat-o încă de mică, amintirea acestor zăpezi tulburând-o până la sfârșitul zilelor.
Principesa Elisabeta a fost singurul din cei șase copii ai Regelui Ferdinand și ai Reginei Maria care nu a urmat nici o scoală oficială, ci a studiat doar particular, până la 25 de ani. Vorbea bine patru limbi străine și învățase arte frumoase, coregrafie, istorie, literatură universală și muzică. Toată viața a fost o mare melomană și o pasionată pianistă. Se spune că întreaga sa colecție de discuri pentru gramofon, distrusă în anii refugiului familiei regale din timpul Primului Război Mondial, ar fi avut astăzi o valoare inestimabilă.
Sfârșitul anului 1914 aduce o schimbare în viața principesei. Moartea regelui Carol I și urcarea pe tron a tatălui său, Ferdinand I, face ca întreaga familie să-și mute reședința în București, la Palatul de la Cotroceni. Obligațiile oficiale se înmulțesc, tânăra Elisabeta fiind acum nevoită să apară alături de familie la diversele manifestări și să se implice în activitatea caritabilă. Principesa îndrăgește capitala, preferând să petreacă cât mai mult timp în București, unde intră în cercurile artiștilor vremii, făcându-și noi prieteni care însă duceau o viața ce nu se încadra în tiparele regale din acea perioadă.
Adolescența liniștită a Elisabetei se sfârșește în vara anul 1916 când România întră în Primul Război Mondial. La sfârșitul aceluiași an, familia regală împreună cu guvernul sunt forțați să se retragă la Iași, Bucureștiul căzând sub ocupația nemților. În cei doi ani de refugiu în Moldova, Elisabeta va locui într-o vilă de la Bicaz, alături de Regina Maria și surorile sale mai mici, Mărioara și Ileana, ajutându-o pe mama sa în munca de infirmieră.

## Relația cu ceilalți membri ai familiei
Fire retrasă și capricioasă, Elisabeta nu se afla în relații bune cu aproape nici un membru al familiei sale. Principesa participa rar la distracțiile organizate de frații și surorile sale, preferând de cele mai multe ori să rămână singură cu câinele său și să citească. Deseori refuza chiar să ia masa cu familia, găsind întotdeauna diferite pretexte pentru a-și motiva absența. Tristețea și autoizolarea ei erau în totală opoziție cu exuberanța și vioiciunea mamei sale. Regina Maria va încerca în nenumărate rânduri să o determine pe fiica sa să renunțe la acest stil de viață și să se implice mai mult în activitățile familiei, dar principesa nu va putea fi înduplecată. Proasta dispoziție permanentă și indiferența față de cei apropiați o necăjesc pe mama sa, ea plângându-se de multe ori de lipsa de afecțiune a Elisabetei. Regina Maria nota în jurnalul său:
„[..] secretul stă în egoismul ei total și absolut, nu dăruiește niciodată nimănui nimic, nici dragoste, nici timp, nici atenție. Trăiește numai pentru ea, și totuși se ascunde în ea un fond foarte bun. Trăiește ruptă de realitate și aleargă după himere, vrea să fie întotdeauna admirată și compătimită ca o neînțeleasă. Are la dispoziție tot ce și-ar putea dori și nicăieri nu se simte bine. [...] N-ai cum s-o faci fericită, orice ai face, pentru că nu e nici urmă de fericire în sufletul ei. Ea ne iubește, în felul ei, dar nu este o dragoste activă, ei nu-i oferă nici un fel de bucurie și nouă foarte puțină, pentru că nu se manifestă niciodată.” 

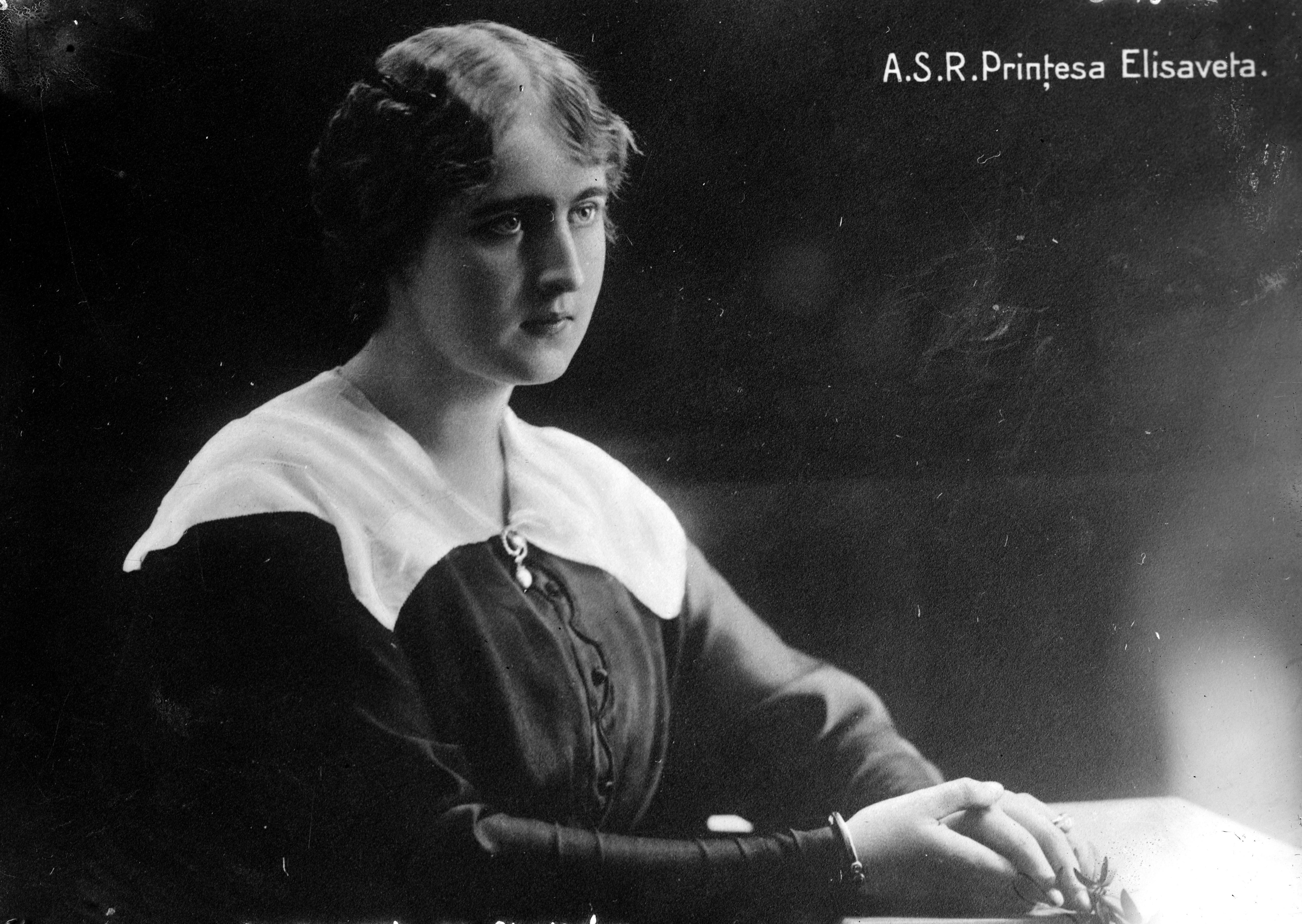
Principesa Elisabeta

Considerată cea mai frumoasă dintre principesele române, ea flirta adesea cu diferiți bărbați din anturajul său. Iubirile schimbătoare ale fetei stârnesc supărarea și indignarea Reginei Maria, care își dorea cu totul altceva pentru fiica sa, sperând să o căsătorească cu unul dintre prinții moștenitori ai țărilor din Peninsula Balcanică. Aflată în 1923 la Belgrad cu ocazia botezului primului fiu al surorii sale Maria, acum regină a Iugoslaviei, Elisabeta se angajează într-un flirt cu soțul acesteia, Alexandru. Informată în legătură cu întreaga poveste, Regina Maria își trimite fiica cea mare la București, punând capăt acestei aventuri și evitând un nou scandal în familie. 
Elisabeta nu este în relații mai apropiate nici cu frații săi pe care îi trata cu dispreț. Mama sa nota în jurnal:
„Sub fața ei frumoasă se ascunde o oarecare nemulțumire, resentiment, invidie. Ea nu se poate bucura de norocul cuiva. Văd aceasta din atitudinea ei față de Sitta [principesa Elena, soția lui Carol, fratele Elisabetei] sau față de una din surorile sale. [...] Ea găsește cuvinte dure cu care să spună lucruri neplăcute, care-i ating pe ceilalți în cele mai sensibile puncte. Când este cu Carol și ceilalți, eu întotdeauna sunt grijulie. Ceilalți se tem de ea și-i înghit mojiciile, dar Carol ripostează și atunci sar scântei, și eu trebuie să intervin să joc rolul de pacificator.”
Față de mezina familiei, Ileana, răsfățata reginei, despre care se zvonea că ar fi fost fiica lui Barbu Știrbey, Elisabeta nu avea nici o urmă de simpatie. Constantin Argetoianu relatează în memoriile sale anecdota cu tânăra principesă chemând-o „pe mica Ileana la fereastră cu cuvintele: «Vino iute să vezi pe tatăl tău»”, adică pe Barbu Știrbey coborând din automobil. Aceste cuvinte au făcut pe vremuri înconjurul Bucureștilor.

## Căsătoria cu George al Greciei

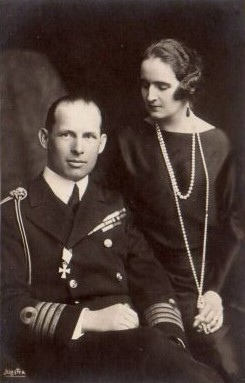
Regele George si regina Elisabeta a Greciei

În 1911, chiar de ziua sa de naștere, Elisabeta îl cunoaște pe tânărul prinț moștenitor George, fiul cel mare al Regelui Constantin I al Greciei. Familia regală elenă răspunsese invitației făcute de regii României și se afla pentru prima oară în vizită la București. Dar atunci, în 1911, la prima întâlnire cu prințul elen, principesa a refuzat cererea în căsătorie, surprinzând pe toată lumea, pe motiv că este prea tânără și nu și-a încheiat încă studiile private. Cei doi poartă în continuare o bogată corespondență și la începutul anului 1914, George cere din nou mâna Elisabetei, dar este din nou respins. Principesa, care avea acum 20 de ani, îl refuză se pare la sfatul mătușii sale. Carmen Sylva era împotriva căsătoriei cu un prinț grec, considerând că Elisabeta poate găsi un soț mai bun.

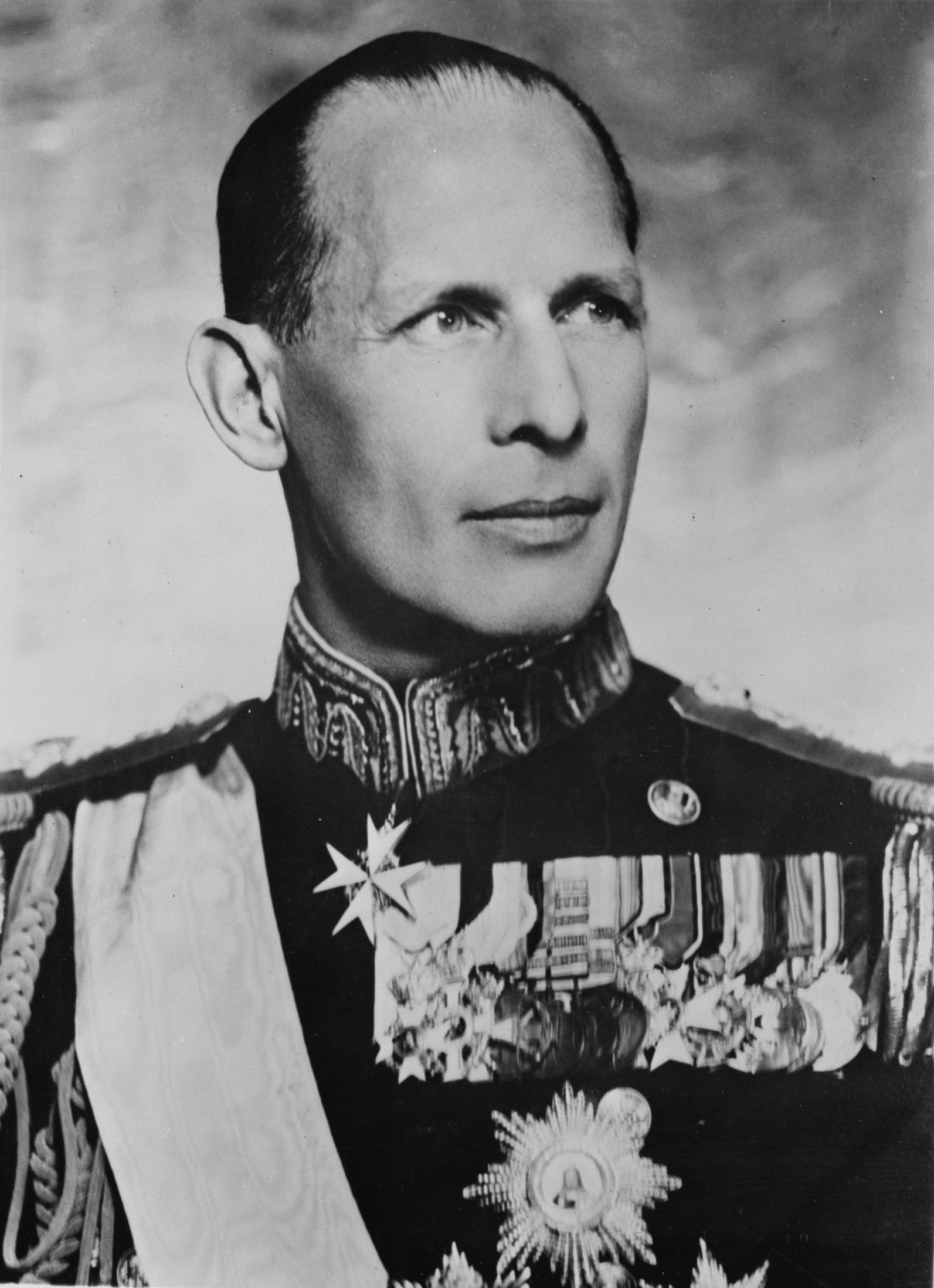
Regele George al II-lea al Greciei, soțul Principesei Elisabeta

Începutul Primul Război Mondial, în august 1914, face imposibilă aranjarea unei viitoare căsătorii pentru principesă. La sfârșitul sângerosului conflict, pe 1 decembrie 1918, familia regală se întoarce triumfătoare în București. După ce lucrurile se liniștesc în țară, Regina Maria își concentrează energia în găsirea unui soț pentru Elisabeta și a unei soții pentru Carol. În anul 1920, regina împreună cu fetele sale pleacă în vacanță la Lugano pentru a-și vizita mama și surorile. Ea călătorea însă cu Elisabeta cu planul de a cunoaște un anumit prinț italian, a cărui familie avea planuri de căsătorie. Întâlnirea nu a mai avut loc și principesa îl revede în Elveția pe George al Greciei. Acesta se afla într-o poziție umilitoare, fiind alungat din țara sa în timpul conflictului mondial și trăind acum în exil împreună cu familia. Deoarece după terminarea războiului mai multe țari au renunțat la monarhie, exista în acea perioadă un puternic curent antiregalist, perfectarea unei căsătorii cu un cap încoronat al Europei fiind astfel un lucru destul de dificil chiar și pentru neobosita regină română. Maria insistă pe lângă Elisabeta să-l accepte ca soț pe prinț, încercând totodată să aranjeze și o căsătorie între sora acestuia, principesa Elena, și aventurosul prinț român Carol. Cu toate că aerul curtenitor al lui George și rafinamentul educației sale regale o tulburau pe tânăra principesă, Elisabeta continuă să fie indecisă. 
Într-un fragment de jurnal, ea își nota în secret: „Am 26 de ani și mă simt aproape bătrână, obosită de speranțe și așteptarea unei iluzii ce nu mai sosește!” La presiunile familiei regale, Elisabeta acceptă căsătoria cu prințul George al Greciei. Pe 13 octombrie 1920, Regina Maria scria în jurnalul său:
„O zi aproape tragică, cu mult consum emoțional. Lisabeta, în sfârșit, a acceptat ca logodna ei să fie anunțată oficial.[..] Ea are idei bizare, imposibile, este impresionată de George, dar nu simte nimic pentru el și ideea căsătoriei nu-i provoacă nici o bucurie, dar nu vrea să rupă logodna, deoarece nu are altă perspectivă și știe că este deja la o vârstă când ar trebui să fie măritată. După prânz, am avut o discuție tristă cu ea. Astăzi era deosebit de frumoasă, dar vai cât mi-ar fi plăcut să o văd intrând altfel în viață!” 
Pe data de 27 februarie 1921, în biserica de pe dealul Mitropoliei din București, se oficiază cununia religioasă a principesei Elisabeta a României cu prințul moștenitor George al Greciei, la care participă mai mulți membri ai caselor regale din Europa. După nuntă, tinerii petrec două zile la Scroviște, la cabana de vânătoare a Regelui Ferdinand, iar pe 7 martie părăsesc țara, Elisabeta îndreptându-se spre noul ei cămin. La 10 martie 1921 are loc la Atena cea de-a doua căsătorie aranjată de Regina Maria, dintre prințul Carol și principesa Elena a Greciei.

## Prințesă moștenitoare și apoi regină a Greciei
În primăvara anului 1921, când Elisabeta pășea pe teritoriul Greciei pentru prima dată în calitate de soție a prințului moștenitor, statutul familiei regale elene nu era unul de invidiat. Cu doar câteva luni în urmă, Regele Constantin își recăpătase tronul, întorcându-se în țară după mai mulți ani de exil. Populația Greciei era în continuare împărțită în două tabere, una revoluționară și alta monarhistă, existând numeroase tensiuni. 
Elisabeta nu se acomodează în noua ei țară, relațiile ei cu ceilalți membri ai familiei regale elene fiind și ele glaciale. Lipsa oricăror cunoștințe de limba greacă o împiedică să aibă o activitate susținută în calitatea ei de prințesă moștenitoare. În continuare ea nu va arăta nici interes și nici dragoste pentru Grecia. Perechea nu va avea niciodată copii.
În ianuarie 1922, principesa Elisabeta împreună cu soțul său revin în România pentru prima oară de la căsătorie. În primăvara aceluiași an ea se îmbolnăvește grav de febră tifoidă. I se fac mai multe intervenții chirurgicale, Regina Maria deplasându-se de două ori la Atena pentru a avea grijă de bolnavă. Perioada lungă de suferință o va marca pe tânăra principesă, aceasta izolându-se treptat de persoanele din jurul său. La sfârșitul verii, Elisabeta, slăbită de boală, revine în țara sa natală pentru a asista la încoronarea părinților săi ca regi ai României Mari. Pe timpul șederii sale în Regatul român, situația în Grecia devine încordată, Regele Constantin fiind obligat în septembrie 1922 să părăsească din nou țara și să abdice în favoarea fiului său, ce depune jurământul ca George al II-lea.  
Pe 20 octombrie 1922, Elisabeta se întoarce în Grecia în calitate de regină. Foarte curând avea să-și dea seama că eticheta regală o incomodează, ea nefiind pregătită să facă față unei asemenea situații. Tânăra regină începe să se izoleze de supușii săi și refuză din ce în ce mai des să participe la recepții, primiri oficiale sau dineuri diplomatice. Profitând de plăcuta climă meridională, Elisabeta revine la iubirea din copilărie și începe să cultive flori și plante exotice. Își petrece ore în șir citind clasici greci în ediții germane, se apucă mai temeinic de pictură, cântă la pian sau face câteva călătorii de plăcere, în calitate de Alteță Regală, la Viena, Florența, Paris și Londra. 
Situația în țară nu se îmbunătățește, tinerii fiind acum singuri în mijlocul furiei revoluționare a grecilor. În 1924, după 15 luni de la încoronare, Regele George al II-lea este obligat să abdice (se va mai întoarce pe tron încă o data în 1935) și Elisabeta va renunța la coroana Greciei cu un sentiment de ușurare. 
Cuplul trăiește în exil mai întâi la București și apoi la Londra. Relațiile dintre cei doi se răcesc rapid, începând să trăiască separat. Vor divorța oficial abia în 1935, fosta regină Elisabeta redevenind principesă. Întorcându-se în România cu mult înaintea divorțului, ea va stârni uimirea și neînțelegerea tuturor, căci pentru posteritate acest episod din viața prințesei avea să rămână o enigmă. Regina Maria își povestește dezamăgirea față de atitudinea fiicei sale, adăugând: „Înaintea divorțului, George a mai încercat, în câteva rânduri, să se împace, dar parcă ar fi vorbit cu pereții! Elisabeta îi răspundea cu citate în versuri, fie din Petrarca, direct în italiană, fie din Ronsard, în franceză... I se părea că soția lui joacă teatru sau a devenit lunatică. Cine s-o mai înțeleagă?

## Revenirea în România

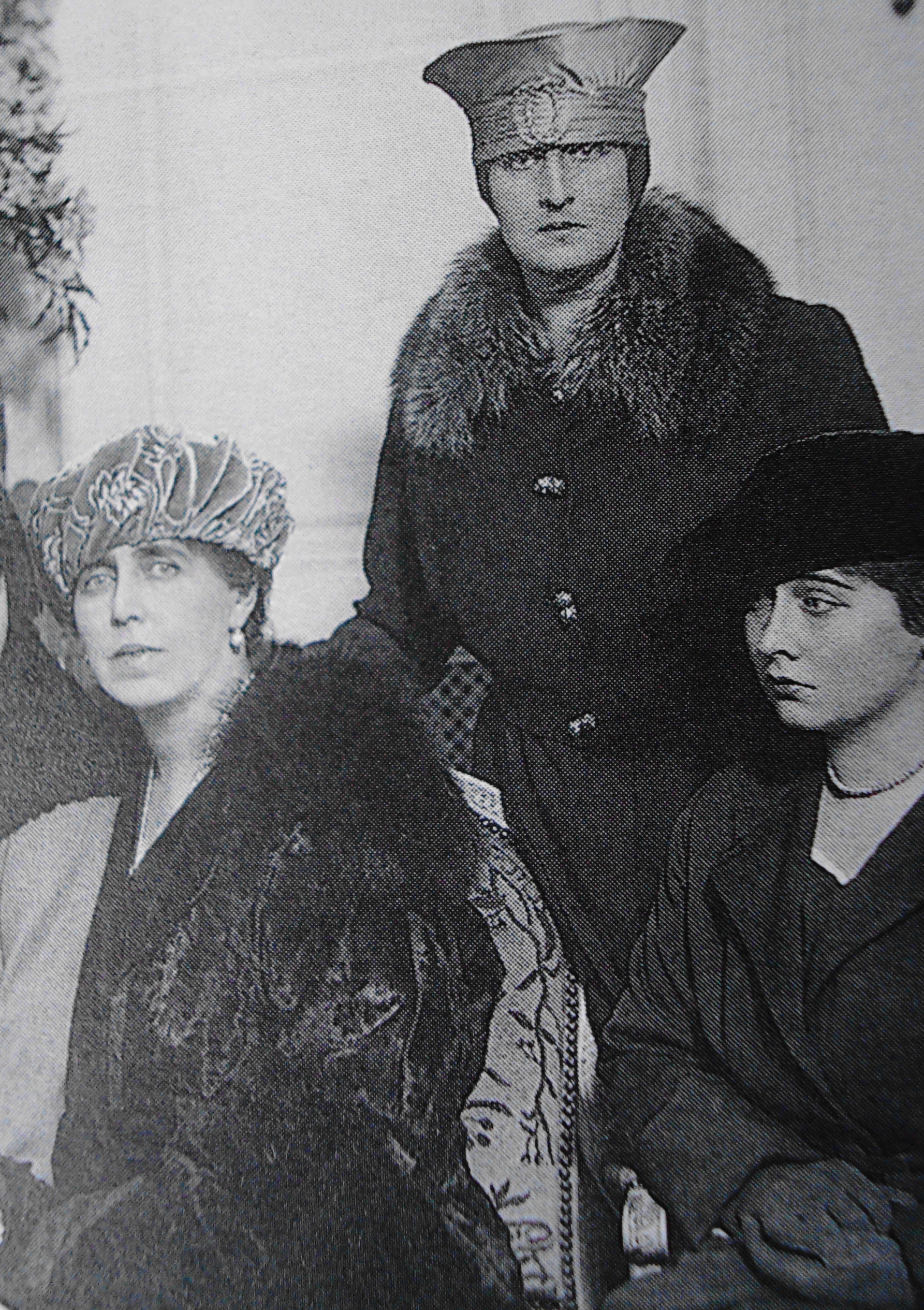
Regina Maria cu fiicele sale mai mari: Elisabeta și Mărioara

După întoarcerea acasă, principesa se va stabili, timp de câțiva ani, la Peleș, ocolind Cotroceniul și capitala. Constantin Argetoianu își amintește unele zvonuri ce circulau pe seama ei în acea perioadă: „Se spune că umbla prin saloane îmbrăcată în halat de casă și fredona lieduri de Schubert, stârnind uimirea valeților în livrea. Prefera încăperile întunecoase, cu draperiile trase. Se scula în timpul nopții și se așeza la pian, pentru a cânta, până aproape de zorii zilei, partituri de Mozart. Picta des, dar începuse să scrie și poezii intimiste. Își folosea renta viageră pe călătorii la Veneția și Nisa. Nimeni n-a văzut-o cu vreun bărbat!” 
La câțiva ani după urcarea sa pe tronul României, în 1930, fratele mai mare, controversatul Rege Carol al II-lea, face un gest surprinzător, care a dovedit că nutrea un sentiment particular de afecțiune față de sora sa capricioasă. Regele ordonă construirea unui palat mic și cochet, pe malul lacului Herăstrău, din veniturile Domeniilor Coroanei, pe care îl dăruiește principesei. Acesta va rămâne cunoscut în istorie drept Palatul Elisabeta și va fi locul în care, mai târziu, Regele Mihai I va fi forțat de Petru Groza și Gheorghiu-Dej să semneze abdicarea, fiind de asemenea și actuala reședință a familiei regale române. Principesa Elisabeta va locui o vreme aici, dar va continua să ducă o viață la fel de izolată. Singurele ieșiri mondene erau la „Country-Club”-ul din apropiere, unde lua lecții de golf.
Deranjată de prezența Elenei Lupescu la Curtea Regală și nedorind să-și supere fratele pe aceasta temă, ea strânge bani din renta viageră și cumpără fostul conac al unui grof din Banat, în localitatea Banloc. Acolo se retrage definitiv, urmată de două servitoare ce i-au rămas credincioase până la capăt. Este perioada în care va picta câteva frumoase uleiuri pe pânză, ce vor fi reproduse în volumul memorialistic al mamei sale, The Country That I Love („Țara pe care o iubesc”) - tipărit în mai multe ediții, dar niciodată tradus în românește. În primăvara anului 1947, principesa primea o telegramă prin care era anunțată de moartea fostului soț, Regele George al II-lea. În cartea sa de memorii de mai târziu, prințul Nicolae își amintea că Elisabeta îi povestise, în exil, cât de mult plânsese la aflarea veștii triste, „de parcă l-ar mai fi iubit pe prinț”. Și tot el exclama: „Enigmatica noastră Elisabeta ne contraria pe toți încă o dată!”. 

## Exilul și moartea

Castelul Banloc, ultima reședință din țară a Principesei Elisabeta

Acapararea puterii de către comuniști după sfârșitul celui de-Al Doilea Război Mondial, aceștia fiind împotriva monarhiei și dorind transformarea țării în republică, complică situația membrilor familiei regale. Regele Mihai I este nevoit să abdice la 30 decembrie 1947, toți membrii familiei fiind siliți să părăsească cât mai repede țara. Pe data de 4 ianuarie 1948, trenul regal în care se aflau Regele Mihai, Regina Mamă Elena și Principesa Ileana oprea în halta Banloc. Pe peronul de scânduri se aflau trei femei: fosta Regină a Greciei, principesa Elisabeta, împreună cu cele două servitoare, toate trei cu câte o valiză în mână. După urcarea lor, trenul a pornit spre exil, care pentru Elisabeta avea să fie fără întoarcere. 
După ce a petrecut o scurtă perioadă în castelul rudelor sale germane de la Sigmaringen, prințesa s-a stabilit la Cannes, pe Coasta de Azur, unde a închiriat un apartament. Mai târziu a început să dea lecții de pian. Principesa Elisabeta a murit la 15 noiembrie 1956, în vârstă de 62 de ani, și a fost înmormântată pe Riviera franceză.

## Revendicarea averii Principesei Elisabeta
La începutul anului 2006, domeniul de la Banloc, aflat in paragină, a fost revendicat de Prințul Paul Lambrino, în calitatea sa de bastard, in nici un caz nepot al prințesei Elisabeta, aceasta neavând moștenitori pe linie directă. În luna iulie a anului 2007, procesul de retrocedare este sistat, deoarece Casa Regală de Hohenzollern-Sigmaringen nu recunoaște „sângele albastru” al prințului și drept urmare nici dreptul lui la moștenirea familiei.
Paul Lambrino a solicitat de asemenea într-o cerere adresată Judecătoriei Sectorului 1 București restituirea întregului inventar de monede, medalii, bijuterii, obiecte din aur, platină, argint și alte metale prețioase care au fost preluate abuziv în perioada regimului comunist și care au aparținut principesei Elisabeta, regelui Carol al II-lea și prințului Nicolae. În 1948 guvernul comunist a confiscat din castelul de la Banloc bijuterii, un număr de 708 medalii jubiliare și monede de aur cu valoare numismatică.
Actualmente, primăria Banloc a concesionat castelul pe o perioada de 49 de ani Mitropoliei Banatului pentru a se organiza acolo o tabără ecumenică și săli de conferințe.

## Citate
- „Ce mult te-am iubit, Peleș, raiul copilăriei mele pierdute! Cât de bine îți cunosc luminile și umbrele, sunetele și miresmele, singurătatea fastuoasă! De cate ori respir aerul timpurilor prezente, mă întorc cu mintea în trecut la tine, adăpost al tuturor visurilor și iluziilor risipite, întrebându-mă, întrebându-te, aidoma poetului: «Unde sunt uriașele zăpezi de altădată?»...” -- însemnări târzii în limba franceză, notate într-un fragment de jurnal, pe vremea când Elisabeta se afla în exil pe Coasta de Azur.
- „Ferdinand I a fost un mare rege prin călcarea de sine, judecata dreaptă, cultura vastă și dezinteresarea materială. Maria s-a înălțat ca o adevărată regină, prin iubirea devotată pentru români, talent și strălucire. Dar nici unul nu a fost mare educator pentru copiii săi. [...] Despre Carol, moștenitorul tronului, nici să nu mai pomenim! A doua născută, Elisabeta, nu și-a îndeplinit bine nici datoria de Regină a Greciei, nici cea de Principesă a României. Și-a sfârșit zilele într-un hotel, răsfățând pe un tânăr aventurier francez, pretins marchiz. Mignon, cealaltă fiică, a devenit în schimb o respectată Regină a Serbiei, datorită mâinii de fier a Regelui Alexandru și a mediului auster sârbesc. Dar Mignon pierduse amintirea a tot ceea ce era românesc. Abia ultimii doi născuți, înaintea regretatului Mircea - Principele Nicolae si Principesa Ileana -, au fost cu adevărat români...”-- ultimul secretar particular al Principelui Nicolae făcând o caracterizare a copiilor cuplului regal.